# 西氏耀鯰
西氏耀鯰，為輻鰭魚綱鯰形目塘虱魚科的其中一種，分布於非洲剛果河中游的Itimbiri流域，棲息在水底，體長可達7.1公分。